# I domiki
I domiki (en grec Η δοκιμή, "l'assaig") és una pel·lícula greco-britànica del 1974 dirigida i produïda per Jules Dassin que és una acusació cinematogràfica de la junta militar grega de 1967-1974.

## Argument
Es tracta d'una recreació de les manifestacions estudiantils de novembre del 1973 a la Universitat Politècnica d'Atenes contra la dictadura militar que foren reprimides brutalment amb centenars de morts.

## Repartiment
- Jules Dassin
- Olympia Dukakis
- Stathis Giallelis
- Lillian Hellman
- Melina Mercouri
- Arthur Miller
- Laurence Olivier
- Giorgos Panoussopoulos
- Maximilian Schell
- Mikis Theodorakis
- Michael Mullins
- Jerry Zafer
- Stephen Diacrussi